# Johannes Spors
Johannes Spors (Heidelberg, 17 augustus 1982)  is  een Duitse  scout en voetbalbestuurder. Hij werd in maart 2020 aangesteld als technisch directeur bij Vitesse.
Spors studeerde sportwetenschappen en politicologie aan de Ruprecht-Karls-universiteit in Heidelberg. In 2004 trad hij aan als video-analist bij TSG 1899 Hoffenheim. Niet veel later werd hij ook scout bij de club uit de Duitse deelstaat Baden-Württemberg. In 2015 verliet hij Hoffenheim voor RB Leipzig, waar hij werd aangesteld als Hoofd Scouting. Zo wist Spors onder andere Timo Werner en Dayot Upamecano te verleiden bij de club te komen spelen. Daarnaast maakte hij aldaar de promotie naar de Bundesliga mee. Ook eindigde RB Leipzig direct in het eerste seizoen in de Bundesliga als tweede en speelde het seizoen daarna in de UEFA Champions League.
Halverwege het seizoen 2017/2018 stapte hij over naar Hamburger SV. In Hamburg was Spors verantwoordelijk voor de transfers, de scouting en de groep analisten. Hij vertrok in september 2019 na een conflict met de clubleiding. In maart 2020 maakte Vitesse bekend Spors te hebben gecontracteerd als technisch directeur. Hij volgde hiermee Marc van Hintum op, die sinds het vertrek van Mohammed Allach de taken waarnam. In september 2020 werden acht stafleden positief getest op het coronavirus, waaronder hoofdtrainer Thomas Letsch. Niet eerder werd een Nederlandse profclub in één keer zo hard geraakt. De uitbraak zorgde voor een kleine reorganisatie bij Vitesse. Edward Sturing  nam tijdelijk de honneurs waar. Hij werd geflankeerd door Nicky Hofs en Spors.